# Rivière aux Foins (rivière aux Outardes)
Pour les articles homonymes, voir Foin (homonymie).
La rivière aux Foins est un affluent de la rive est de la rivière aux Outardes, coulant dans la municipalité de Saint-Fulgence, dans la municipalité régionale de comté (MRC) Le Fjord-du-Saguenay, dans la région administrative du Saguenay-Lac-Saint-Jean, au Québec, au Canada.
La route 172 coupe la rivière aux Foins à son embouchure. Le chemin de la Zec Martin-Valin (sens nord-sud) dessert toute la vallée de cette rivière.

## Géographie
Les principaux bassins versants voisins de la rivière aux Foins sont :
- côté nord : lac Xavier, le Petit Bras, rivière Valin, bras de l'Enfer ;
- côté est : ruisseau du Moulin, ruisseau Glissant, lac Roger, rivière Pelletier, rivière de la Descente des Femmes, rivière Sainte-Marguerite ;
- côté sud : rivière Saguenay ;
- côté ouest : rivière aux Outardes, ruisseau Lajoie, rivière à la Loutre (rivière Saguenay), rivière Valin, rivière Caribou, rivière Shipshaw[2].

La rivière aux Foins prend sa source de quatre lacs identifié dans le nord-est de Saint-Fulgence.
À partir de son crénon coule sur environ 13 km selon les segments suivants :
- vers le sud-ouest en traversant une série de lac non identifiés jusqu'à un ruisseau venant de l'est puis jusqu'à un coude de rivière située du côté nord de la rue Saguenay et à l'ouest du centre du village de Saint-Fulgence ;
- vers le nord-ouest en longeant la rue Saguenay jusqu'à sur la rive gauche de la rivière aux Outardes.

Le courant suit ensuite le cours de la rivière aux Outarde vers le sud sur une centaine de mètres en coupant la route 172 pour aller se déverser au fond d'une petite baie de la rive nord de la rivière Saguenay. À partir de la baie de la Rivière aux Outardes, il suit le cours de la rivière Saguenay vers l'est jusqu'à la hauteur de Tadoussac où il conflue avec le fleuve Saint-Laurent.

## Toponymie
Jusque vers 1950, la rivière aux foins se déversait directement dans l'anse aux foins sur la rive nord de la rivière Saguenay, soit en face du village de Saint-Fulgence. Le dernier segment naturel de 0,8 km de la rivière (soit entre la route 172 actuelle et l'anse aux foins), a été dévié vers l'ouest pour rejoindre le cours de la rivière aux Outardes.
La plaine située sur la rive nord de la rivière Saguenay, entre le Cap de la Mer (à l'est) et le Cap à la Loutre (à l'ouest), a joué un rôle crucial dans les premières activités de colonisation du Saguenay. La Baie de la rivière aux Outardes offrait alors un havre pour la navigation, et dans une moindre mesure l'Anse aux Foins.
Jusqu'au début du XIXe siècle, toute la région du Saguenay–Lac-Saint-Jean constituait un territoire concédé à la Compagnie de la Baie d'Hudson qui y exploitait le commerce des fourrures ; aucun colon n'étant admis à s'y installer. En été, les employés du poste de Tadoussac, qui élevaient quelques têtes de bétail, se rendaient dans les parages de l'embouchure de la rivière pour récolter le foin sauvage qui poussait en abondance sur les battures. L'un des employés, Michel Simard, de La Malbaie, s'y installa et il y fit venir sa famille. La rivière aux Foins a aussi été connue comme la rivière (des) Simard, en rappel de ces pionniers.
La dénonimation Anse-au-Foin parait dans un rapport de 1863 par Stanislas Drapeau et, en 1880, dans un rapport d'Arthur Buies. La forme au singulier du nom, tant pour l'anse que pour la rivière, a longtemps été utilisée ; la forme plurielle devient en usage dès le début du XXe siècle. Le spécifique Foin(s) est très fréquent dans la toponymie québécoise, car il sert à désigner plus de 200 entités.
Le toponyme rivière aux Foins a été officialisé le 5 décembre 1968 à la Banque des noms de lieux de la Commission de toponymie du Québec.